# Chevalier aboyeur
Tringa nebularia
Espèce
Statut de conservation UICN

 LC  : Préoccupation mineure
Répartition géographique
   //// Nicheur

   //// Hivernant

   //// De passage

   //// Rare (présence incertaine)

Le Chevalier aboyeur (Tringa nebularia) est une espèce d'oiseaux limicoles de la famille des Scolopacidae.

## Description

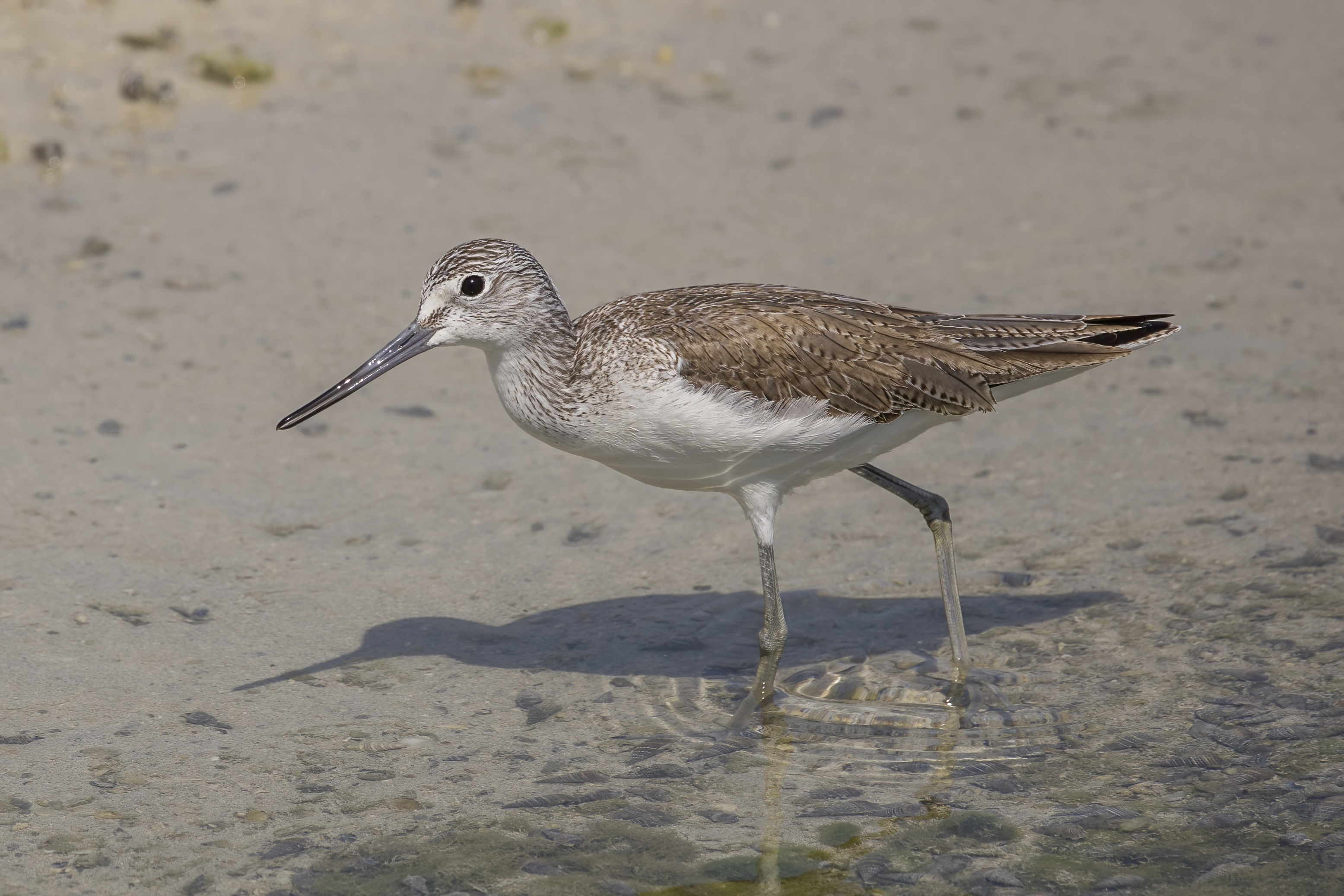
Un chevalier aboyeur sur l'île de Muharraq au Bahreïn. Février 2022.

Cet oiseau mesure 30 à 35 cm de longueur pour une masse de 150 à 260 grammes. C’est le chevalier le plus grand des six espèces du genre Tringa qui côtoient l’Europe. En été, le ventre et l’intérieur du cou sont blancs, les parties supérieures (dos et cou) sont de couleur gris cendré, présentant des motifs en formes de stries ou d’écailles. Le gris va en s’éclaircissant pour donner une couleur gris pâle au dessus de la tête. Son bec est gris sombre, légèrement arqué vers le haut. Le plumage internuptial (hiver) est proche, bien que l’on n’observe plus la présence de raies grises proches des parties internes du cou et du ventre. On n’observe pas de dimorphisme sexuel sensible. Les juvéniles possèdent un plumage proche de celui des adultes en période internuptiale. 
En vol, les parties supérieures extérieures des ailes sont gris sombre, les parties intérieures gris clair. Près de la queue, on observe une tâche blanche remontant en pointe vers le dos. 
Le chevalier aboyeur ressemble à plusieurs autres chevaliers, mais c’est avec le Chevalier stagnatile (Tringa stagnatilis) qu’on peut le confondre le plus souvent. Possédant un plumage équivalent, il est de taille inférieure, possède un bec plus fin et un cri plus aigu.

## Comportement
Le Chevalier aboyeur vit seul ou en petits groupes. Il est plutôt solitaire en dehors de la période de reproduction ; cependant de nombreux individus se trouvent souvent regroupés au niveau des zones où ils ont plus de facilité pour se nourrir. 

### Reproduction

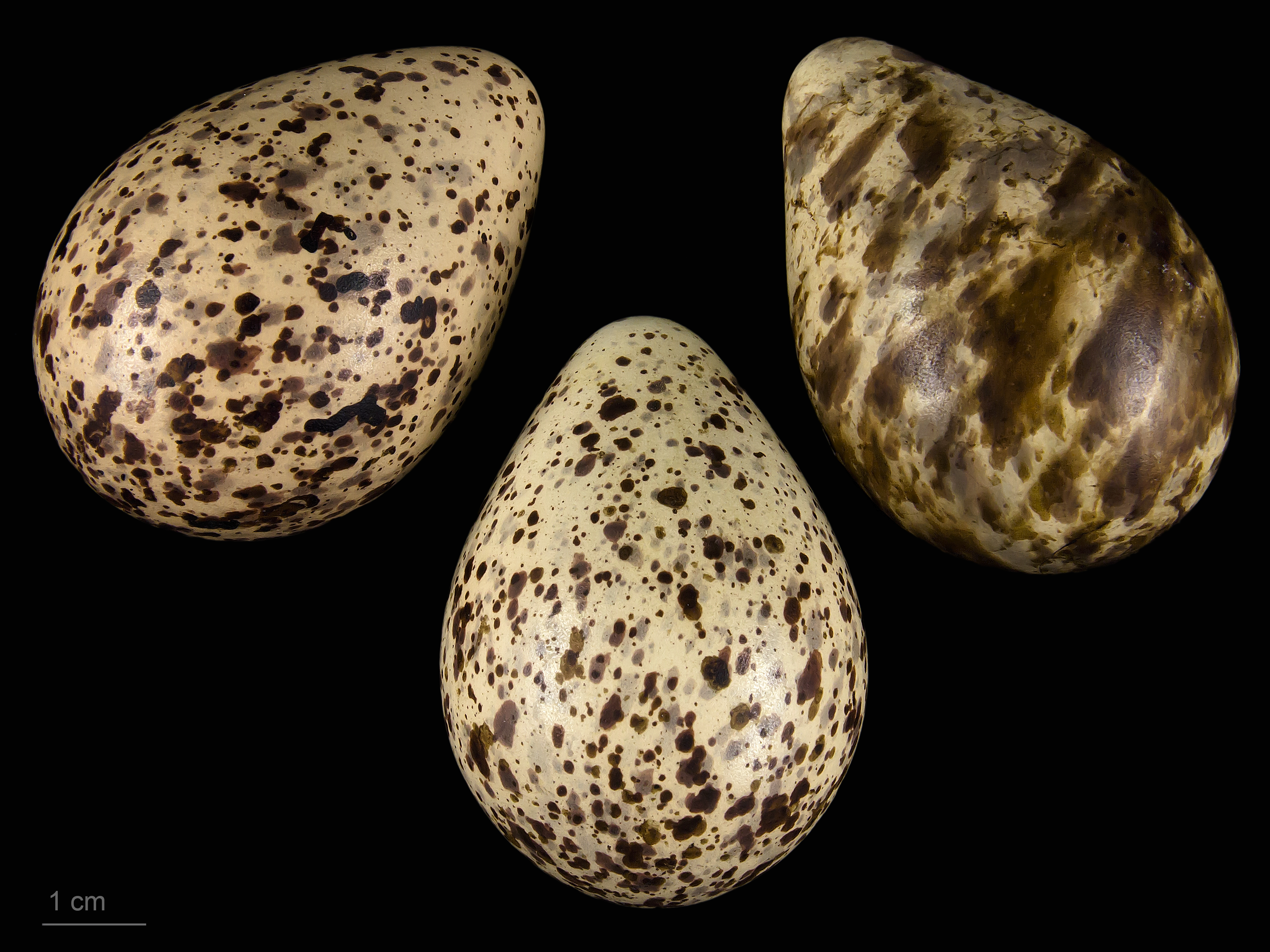
Tringa nebularia - MHNT.

Le chevalier aboyeur niche principalement dans les zones polaires d’Eurasie (taïga et toundra). Il affectionne les milieux plutôt ouverts et humides, l’eau lui étant nécessaire pour son alimentation. 
En période de reproduction, le chevalier aboyeur est territorial. Il est également monogame. Après l'accouplement, la femelle pond 4 œufs brun clair mouchetés qu'elle couve durant 30 jours. Les poussins sont aptes à voler un mois après éclosion. Les individus atteignant l'âge adulte vivent entre 10 et 20 ans.

### Régime alimentaire
Cet oiseau se nourrit de petits animaux aquatiques, comme des crustacés (gammares, crevettes), qu'il trouve dans la vase et dans les zones d'eau peu profondes grâce à son long bec fin. Il consomme également des insectes (coléoptères, lépidoptères, diptères) et des vers.

### Cri
Son cri ressemble au jappement d'un chiot, d'où son nom « aboyeur ».

## Habitat
Le chevalier aboyeur se rencontre aux abords des zones humides et des littoraux d’Europe. Il est présent sur la majorité du littoral atlantique français. Pendant son temps d’hivernage, on le trouve dans les mangroves, les marais salants les récifs coralliens, vasières et rizières ou encore dans  les lagunes.

## Répartition
Le Chevalier aboyeur niche dans les régions froides d'Europe, essentiellement en Écosse, en Scandinavie et en Sibérie. L'hiver, certaines populations migrent jusqu'aux côtes de la Bretagne. Il se déplace jusqu’en Afrique (par exemple en Tunisie, dans la zone Ramsar des barrages de Ghdir el Goulla et Monaguia au Sud de Tunis), au Japon ou même en Australie pour passer l’hiver. Dans notre pays, on peut l’observer principalement pendant ses haltes migratoires.